# Justin Wolfers

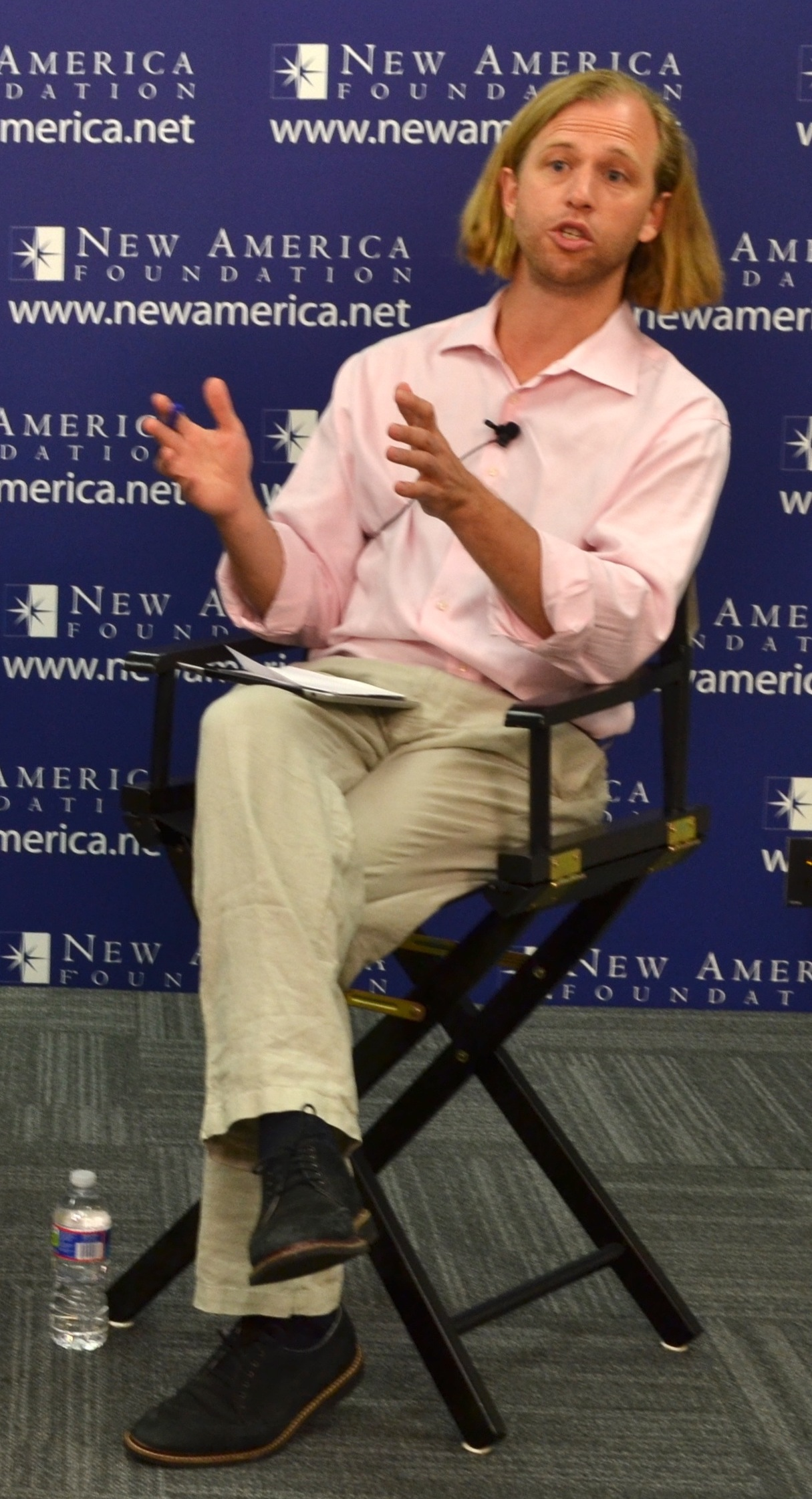
Justin Wolfers

Justin Wolfers (* 1972 in Papua-Neuguinea) ist ein US-amerikanisch-australischer Ökonom. Er ist Professor für Volkswirtschaftslehre und Public Policy an der Universität Michigan.

## Leben
Wolfers erhielt seinen B.Sc. in Wirtschaftswissenschaft 1994 von der University of Sydney. Im Jahre 2001 erwarb er den akademischen Grad Ph.D. in Wirtschaftswissenschaft an der Harvard University. Von 1995 bis 2001 arbeitete Wolfers als Arbeitsökonom an der Reserve Bank of Australia. Von 2001 bis 2004 war er Professor an der Stanford University. Seit 2005 war er Professor an der Wharton School und ist Professor an der Gerald R. Ford School of Public Policy der University of Michigan und Senior Fellow am Peterson Institute for International Economics.
Wolfers ist mit Betsey Stevenson liiert und hat eine Tochter mit ihr.

## Arbeit
Wolfers arbeitet in den Forschungsbereichen Law and Economics, Arbeitsökonomie, Sozialpolitik, Politische Ökonomie, Verhaltensökonomie und Makroökonomie.

### Glücksforschung
Wolfers betätigt sich in Zusammenarbeit mit Betsey Stevenson in der Glücksforschung. Ihre wissenschaftlichen Veröffentlichungen fanden auch in Publikums-Medien einiges Echo:

#### Zusammenhang zwischen Einkommen und Glück
Wolfers und Stevenson veröffentlichten 2008 ein Papier, in dem sie das Easterlin-Paradox hinterfragen. Sie analysierten alle Daten zu Glück und Einkommen in Vergleichen zwischen reich und arm innerhalb einer Gesellschaft, in Vergleichen zwischen armen und reichen Ländern, und in intertemporalen Vergleichen. Dabei zeigte sich, dass der Zusammenhang zwischen subjektivem Glück und Einkommen für intranationale, internationale und intertemporale Vergleiche sehr ähnlich ist. Diese Ergebnisse widersprechen denen Easterlins, dessen Paradox auf der Annahme beruht, intranationale Vergleiche würden stärkere Glücksunterschiede bedeuten als internationale bzw. relatives Einkommen sei wichtiger für Zufriedenheit als absolutes Einkommen. In Ländern wie Japan oder Europa wuchs die subjektive Zufriedenheit zusammen mit dem durchschnittlichen Pro-Kopf-Einkommen. Auch war der Zuwachs von Glück größer, wenn das Einkommenswachstum größer war.
Die Veröffentlichung zog mehrere Fernseh- und Radiointerviews sowie internationale Pressereaktionen nach sich.

#### Entwicklung der Verteilung von Glück in den USA
2008 analysierten Wolfers und Stevenson die Entwicklung der Verteilung von Glück in den USA 1972–2006. Während die subjektive Zufriedenheit im Durchschnitt unverändert blieb, verringerte sich ihre Ungleichverteilung erheblich. Der Unterschied zwischen schwarz und weiß ging um zwei Drittel zurück, und der Unterschied zwischen Frauen und Männern verschwand vollständig. Der Zusammenhang zwischen Bildung und Zufriedenheit verstärkte sich.

#### Paradox der sinkenden Zufriedenheit von Frauen
Im August 2009 beschrieben die beiden einen Rückgang der subjektiven Zufriedenheit von Frauen in den USA und Westeuropa in den letzten 35 Jahren. Dieser Rückgang ist sowohl absolut als auch im Vergleich zu Männern sowie in verschiedenen demographischen Gruppen zu verzeichnen. Laut den Umfragen waren Frauen in den 1970er Jahren glücklicher als Männer, wohingegen heute Männer glücklicher als Frauen sind. Da dem Rückgang der Zufriedenheit von Frauen eine Verbesserung vieler objektiver Indikatoren (z. B. Emanzipation am Arbeitsmarkt und zuhause) gegenübersteht, sprechen die Autoren von einem Paradox.
Die Veröffentlichung fand ein starkes Medienecho, insbesondere in den USA und Großbritannien, aber auch in vielen europäischen Ländern.

## Wissenschaftliche Veröffentlichungen
- “The Paradox of Declining Female Happiness” (mit Betsey Stevenson), American Economic Journal: Economic Policy, 1(2), 190-255, August 2009.
- “Using Markets to Inform Policy: The Case of the Iraq War.” (mit Eric Zitzewitz), Economica, 76(302), 225-250, April 2009.
- “Happiness Inequality in the United States” (mit Betsey Stevenson), Journal of Legal Studies, 37:s2, S33-S79, Juni 2008.
- “Economic Growth and Happiness: Reassessing the Easterlin Paradox” (mit Betsey Stevenson), Brookings Papers on Economic Activity, Spring 2008, 1-87 (Leitartikel).
- “The Promise of Prediction Markets” (mit 21 Koautoren), Science, 320 877, 16. Mai, 2008.
- “A Statistical Look at Roger Clemens’ Pitching Career” (mit Eric Bradlow, Shane Jensen und Abraham Wyner), Chance, 21(3), Oktober 2008.
- “Prediction Markets in Theory and Practice” (mit Eric Zitzewitz), in Larry Blume and Steven Durlauf (eds): The New Palgrave Dictionary of Economics, 2nd ed (London: Palgrave), 2008.
- “Theories of the Favorite-Longshot Bias: A Review and New Evidence” (mit Erik Snowberg), in William Ziemba and Don Hausch (eds): Handbook of Sports and Lottery Markets, (Elsevier), 2008.
- “Prediction Markets: From Politics to Business (and Back)” (mit Erik Snowberg und Eric Zitzewitz), in William Ziemba and Don Hausch (eds): Handbook of Sports and Lottery Markets, (Elsevier), 2008.
- “Marriage and Divorce: Changes and their Driving Forces” (mit Betsey Stevenson), Journal of Economic Perspectives, 21(2) 27-52, Frühling 2007.
- “Aggregate Shocks or Aggregate Information? Costly Information and Business Cycle Comovement” (mit Laura Veldkamp), Journal of Monetary Economics, 54(S1) 37-55, September 2007.
- “Party Influence in Congress and the Economy” (mit Erik Snowberg und Eric Zitzewitz), Quarterly Journal of Political Science, 2(3) 277-286, August 2007.
- “Partisan Impacts on the Economy: Evidence from Prediction Markets and Close Elections” (mit Erik Snowberg und Erik Zitzewitz), Quarterly Journal of Economics, 122(2) 807-829, Mai 2007.
- “Did Unilateral Divorce Raise Divorce Rates? A Reconciliation and New Results”, American Economic Review, 96(5) 1802–1820, Dezember 2006.
- “Competing Approaches to Forecasting Elections: Economic Models, Opinion Polling and Prediction Markets” (mit Andrew Leigh), Economic Record, 82(258) 325-337, September 2006.
- “Happiness and the Human Development Index: Australia is Not a Paradox” (mit Andrew Leigh), Australian Economic Review, 39(2) 176-184, Juni 2006.
- “Point Shaving: Corruption in NCAA Basketball”, American Economic Review, 96(2) 279-283, Mai 2006.
- “Diagnosing Discrimination: Stock Returns and CEO Gender”, Journal of the European Economic Association, 4(2/3) 531-541, Mai 2006.
- “Bargaining in the Shadow of the Law: Divorce Laws and Family Distress” (mit Betsey Stevenson), Quarterly Journal of Economics, 121(1) 267-288, Februar 2006.
- “Five Open Questions About Prediction Markets” (mit Eric Zitzewitz), in Robert Hahn and Paul Tetlock (eds): Information Markets: A New Way of Making Decisions in the Public and Private Sectors, (Washington DC: AEI-Brookings Press), 2006.
- “Uses and Abuses of Empirical Evidence in the Death Penalty Debate” (mit John Donohue), Stanford Law Review, 58(3) 791-845, Dezember 2005. Reprinted in Economics of Criminal Law, Steven D. Levitt and Thomas Miles (eds): (Edward Elgar), 2008. Also: The Role of Social Science in Law, Elizabeth Merz (ed) (Aldershot: Ashgate), 2008.
- “Macroeconomic Derivatives: An Initial Analysis of Market-Based Macro Forecasts, Uncertainty and Risk” (mit Refet Gürkaynak), NBER International Seminar on Macroeconomics, 2005. [Leitartikel]
- “Information (In)Efficiency in Prediction markets” (mit Erik Snowberg und Eric Zitzewitz), in Leighton Vaughan Williams (ed): Information Efficiency in Financial and Betting Markets, (Cambridge: Cambridge University Press), 2005.
- “Prediction Markets” (mit Eric Zitzewitz), Journal of Economic Perspectives, 18(2) 107-126, Frühling 2004. In: Futures Research Methodology version 3.0, Jerome C. Glenn und Theodore J. Gordon (eds): (The Millennium Project, World Federation of UN Associations), 2009.
- “Prediction Markets: Does Money Matter?” (mit Emile Servan-Schreiber, David Pennock und Brian Galebach), Electronic Markets, 14(3) 243-251, September 2004.
- “Disagreement About Inflation Expectations” (mit Gregory Mankiw und Ricardo Reis), NBER Macroeconomics Annual, 18 209-248, 2003.
- “Is Business Cycle Volatility Costly? Evidence from Surveys of Well-being”, International Finance, 6(1) 1-26, Frühling 2003. [Leitartikel]
- “Three Tools for Forecasting Federal Elections: Lessons from 2001” (mit Andrew Leigh), Australian Journal of Political Science, 37(2) 223-240, Juli 2002.
- “The Role of Shocks and Institutions in the Rise of European Unemployment” (mit Olivier Blanchard), Economic Journal, 116(510) 1-33, März 2000.